# 徳島県医師会
一般社団法人徳島県医師会（いっぱんしゃだんほうじんとくしまけんいしかい、英称 Tokushima Medical Association）は、徳島県の医師を会員とする法人。

## 本部所在地
- 〒770-8565 徳島県徳島市幸町3丁目61番地

## 市郡医師会
- 徳島市医師会
  - 〒770-0847 徳島市幸町3-61 徳島市医師会館内
- 小松島市医師会
  - 〒773-0023 小松島市坂野町字平田18-2　藤野医院内
- 阿南市医師会
  - 〒774-0045 阿南市宝田町川原2 阿南医師会中央病院内
- 海部郡医師会
  - 〒775-0006 海部郡牟岐町中村字本村148-7 竹林医院内
- 名東郡医師会
  - 〒779-3124 徳島市国府町中171-4 国府藤田産婦人科内
- 名西郡医師会
  - 〒779-3244 名西郡石井町浦庄字下浦689-1 田中医院内
- 鳴門市医師会
  - 〒772-0003 鳴門市撫養町南浜字東浜435
- 板野郡医師会
  - 〒771-1212 板野郡藍住町徳命字前須西126-1
- 阿波市医師会
  - 〒771-1402 阿波市吉野町西条字町口254 大久保医院内
- 吉野川市医師会 
  - 〒779-3403 吉野川市山川町堤外5-17 富本医院内
- 美馬市医師会
  - 〒771-2105 美馬市美馬町字駅134-4 真鍋病院内
- 三好市医師会
  - 〒778-0005 三好市池田町シマ815-2 三好市医師会准看護学院内